# تفكير مخالف للواقع
التفكير المخالف للواقع أو التفكير المغاير للواقع (بالإنجليزية: Counterfactual thinking) هو مفهوم في علم النفس الذي ينطوي على ميل الإنسان للتفكير ببدائل ممكنة لأحداث الحياة التي حدثت بالفعل؛ هذه الأفكار تتكون من أسئلة على شاكلة «ماذا لو؟» و«إذا كان لي فقط...» و «لو أني فعلت كذا..» والتي تتطرق لإحتمالات مغايرة لما قد حدث فعلاً. الأفكار المغايرة للواقع هي الأشياء التي لا يمكن أبدا أن تحدث في الواقع لأنها لا تخص سوى الأحداث التي وقعت في الماضي.

## نظرة عامة
يعرَف المصطلح «مخالف للواقع» في قاموس ميريام وبستر كمخالفٍ للحقائق. يحدث التفكير المخالف للواقع عندما يعدل الشخص حقائق حدث ما ويقيم عواقب ذلك التغيير. قد يتخيل المرء كيف كانت النتائج لتخرج مختلفة، إذا كانت المقدمات لذلك الحدث مختلفة. على سبيل المثال، قد يفكر الشخص كيف كان يمكن لحادثة سيارة أن يحدث بتخيل أن بعض العوامل كانت مختلفة، مثل، لو أنني فقط لم أكن أسرع... يمكن لهذا البديل أن يكون أفضل أو أسوأ من الموقف الفعلي، وبالتالي يعطي نتائج أفضل أو أكثر مأساوية، لو أنني فقط لم أكن أسرع، لم تكن سيارتي لتتحطم أو لو أنني لم أكن أضع حزام الأمان لقتلت.
اتضح أن الأفكار المخالفة للواقع تنتج عواطف سلبية، إلا إنها قد تنتج آثارًا وظيفية أو نافعة. الأفكار التي تخلق نتائج أكثر سلبية تسمى أفكارًا مخالفة للواقع منحدرة وتعتبر هذه التي تنتج نتائج أكثر إيجابية افكارًا مخالفةً تصاعدية. هذه الأفكار المخالفة، أو الأفكار فيما كان ليحدث، تستطيع التأثير على مشاعر الناس، مثل التسبب في شعورهم بالندم، أو الذنب، أو الارتياح، أو الرضا. قد تؤثر أيضًا على رؤيتهم للمواقف الاجتماعية، مثل من يستحق اللوم أو المسؤولية.
تاريخيًا
لأصل التفكير المخالف للواقع جذور فلسفية يمكن إرجاعه إلى الفلاسفة الأوائل مثل أرسطو وأفلاطون الذين تأملوا في الحالة المعرفية للافتراضات المشروطة ونتائجها غير الموجودة ولكن الممكنة. في القرن السابع عشر، ناقش الفيلسوف الألماني، ليبنز، وجود عدد لا متناه من العوالم البديلة، طالما لا يتعارض وجودهم مع قوانين المنطق. كتب الفيلسوف المعروف نيكولاش ريشر (وكذلك آخرون) عن العلاقة المتبادلة بين التفكير المخالف للواقع والمنطق المشروط (الشكلي). يمكن استغلال العلاقة بين الاستدلال المخالف للواقع القائم على المنطق المشروط في الأدب، والدراسات الفيكتورية، والتصوير التشكيلي، والشعر. اقترحت روث إم. جيه. بايرن في التخيل العقلاني: كيف يخلق الناس بدائل للواقع (2005) أن التصورات الذهنية والعمليات المعرفية للتخيلات المخالفة تشبه تلك التي تكمن وراء التفكير العقلاني، متضمنة التفكير النابع من المشروطات المخالفة للواقع.
في الآونة الأخيرة، اكتسب التفكير المضاد اهتمامًا من منظور نفسي. فحص العلماء المعرفيون التصورات الذهنية والعمليات المعرفية التي تكمن وراء خلق الأفكار المخالفة للواقع. بدأ دانييل كانيمان وعاموس تفرسكي (1982) دراسة التفكير المخالف، حيث أظهروا أن الناس يميلون إلى التفكير في «فقط لو» في كثير من الأحيان حول الأحداث الاستثنائية أكثر من الأحداث العادية. فُحصت العديد من الميول ذات الصلة منذ ذلك الحين، على سبيل المثال، ما إذا كان الحدث عبارة عن القيام بفعل أو عدم القيام به، إذا ما كان قابلاً للتحكم فيه، أو مكانه في ترتيب إيقاع الأحداث، أو علاقته السببية بأحداث أخرى. درس علماء النفس الاجتماعي الأداء المعرفي للأفكار المخالفة للواقع في سياق اجتماعي أكبر.
اتخذ البحث المبكر في التفكير المخالف للواقع وجهة نظرٍ بأن هذه الأنواع من الأفكار تمثل نقصًا في مهارات المواجهة، أو خطأً نفسيًا، أو تحيزًا، وتكون عامة مختلة بطبيعتها. مع تطور البحث، بدأت موجة جديدة من الاستبصارات في تسعينيات القرن العشرين تأخذ المنظور الوظيفي، معتقدة أن التفكير المخالف للواقع عمل كمنظمٍ سلوكيٍ مفيدٍ بشكل كبير. برغم ظهور السلبيات والتحيز، إلا أن الفائدة الإجمالية إيجابية للسلوك البشري.

## التنشيط
هناك جانبان للتفكير المخالف للواقع. الأول، هناك الجانب التنشيطي. هذا التنشيط هو إن كنا سنتيح للتفكير المخالف للواقع التسرب إلى تفكيرنا الواعي. الجانب الآخر يتعلق بالمحتوى. يخلق جانب المحتوى السيناريو النهائي لما سبق.
يقود الجانب التنشيطي إلى غموض لماذا نترك أنفسنا نفكر في بدائل أخرى كانت لتكون أكثر فائدة أو ضرر لنا. يُعتقد أن البشر يميلون إلى التفكير في الأفكار المخالفة للواقع عندما تكون هناك ظروفٌ استثنائية أدت إلى حدث ما، وبالتالي كان يمكن تجنبها من الأساس. ونميل أيضًا إلى خلق أفكارٍ مخالفة للواقع عندما نشعر بالذنب تجاه موقف ما ونتمنى لو بذلنا المزيد من التحكم. على سبيل المثال، في دراسة لدايفس وآخرين، كان الآباء الذين عانوا من وفاة رضيع أكثر عرضةً لأفكارٍ مخالفةٍ للواقع بعد 15 شهرًا إذا كانوا يشعرون بالذنب حيال الحادث أو لو كان هناك ملابسات غريبة تحيط بالوفاة. في حالة الوفاة لأسباب طبيعية، يميل الآباء للتفكير بأفكار مخالفة بشكل أقل بمرور الزمن.
عامل آخر يؤثر على كم استخدامنا التفكير المخالف للواقع هو إلى أي حد كنا قريبين من نتيجة بديلة. يكون هذا صحيحًا بشكل خاص عندما تكون نتيجة سلبية مقاربة جدًا لنتيجة إيجابية. على سبيل المثال، في دراسة لمايرز-ليفي وماهيسواران، كانت احتمالية أن تفكر موضوعات البحث تفكيرًا مخالفًا للواقع في الظروف البديلة لهدف إن كان منزله تعرض لحريق بعد ثلاثة أيام من نسيانه تجديد تأمينه مقابل بعد نسيانه للتجديد لمدة ستة أشهر. وبالتالي، فكرة أن تكون النتيجة النهائية حدثت بالكاد تلعب دورًا في سبب تضخيمنا لتلك النتيجة.

## الأسس الوظيفية
قد يتساءل المرء لماذا نواصل التفكير بطرق مخالفة للواقع إذا كانت هذه الأفكار تميل لجعلنا نشعر بالذنب أو بطريقة سلبية حول النتيجة. أحد الأسباب الوظيفية لذلك هو تصحيح الأخطاء وتجنب ارتكابها في المستقبل مرة أخرى. إذا كان الشخص قادرًا على اعتبار نتيجة أخرى بناءًا على مسار مختلف، قد يقوم بأخذ هذا المسار في المستقبل وتجنب النتائج غير المرغوبه. من الواضح أنه لا يمكن تغيير الماضي، مع ذلك، قد تحدث مواقف مشابهة في المستقبل، وبالتالي يمكننا أن نأخذ أفكارنا المخالفة للواقع كخبرة تعليمية. على سبيل المثال، إذا مر الشخص بمقابلة شخصية مريعة وفكر كيف كان لها أن تصبح أكثر نجاحًا لو أنه رد بطريقةٍ واثقةٍ أكثر، فعلى الأرجح سيرد بثقة أكبر في المقابلة التالية.